# G. Van Den Burgh
 (mai 2018).
Si vous disposez d'ouvrages ou d'articles de référence ou si vous connaissez des sites web de qualité traitant du thème abordé ici, merci de compléter l'article en donnant les références utiles à sa vérifiabilité et en les liant à la section « Notes et références ».
G. van den Burgh (né et mort à des dates inconnues) était un footballeur néerlandais, international indonésien, qui évoluait au poste de milieu de terrain.

## Biographie

### Joueur
On sait peu de choses sur sa carrière lorsqu'il jouait en club, sauf peut-être qu'il évoluait dans le club du SVV Semerang.

### International
Il est sélectionné par Johannes Christoffel van Mastenbroek pour jouer avec l'équipe des Indes néerlandaises la coupe du monde 1938.